# 목우회
목우회(木友會)는 한국 구상미술 발전을 위한 회원전시발표와 신진작가 발굴로 한국미술발전 및 국제적 위상 증진을 목적으로  1993년 4월 29일 설립된 대한민국 문화체육관광부 소관의 사단법인이다. 사무실은 서울특별시 강남구 대치동 897-3 진선빌딩 204호 (508-6510)에 있다.

## 연혁
1958년 3월에 서양화가들이 모여 창립한 단체이다. 한국적인 아카데미즘을 계승하고 사실주의의 집결체로 뿌리를 내린다는 취지 아래 출발하여 사실상 한국의 아카데미즘을 이끄는 가장 규모가 큰 사실화가들의 단체로 성장했다. 국전 서양화부 심사위원의 3분의 2선을 차지하여 논란이 될 만큼 큰 영향력을 행사한 단체이기도 했다. 처음에는 서양화만으로 구성되었다가 도중에 조각부를 신설, 회원전, 소품전, 자화상전을 주기적으로 가졌으며, 1963년부터 신진 양성을 위한 대규모 공모전을 병행하는 동시에 목우회상 등의 시상제도를 두었다. 1969년까지 이른바 9인회를 주축으로 한 운영방식을 취하다가 9인회의 이마동, 김원을 제외한 전 멤버 등 10명의 회원이 탈퇴하여 따로 한국사실작가회를 형성함으로써 분열되었다.
창립동인 중 초대회장은 이종우였고 회원은 이병규, 도상봉, 이동훈, 박희만, 최덕휴, 박광진, 김인승, 박득순, 박상옥, 손응성, 지형구, 이종무, 나희균, 임직순, 김종하, 김형구 등이 있다.

## 주요 사업
- 회원전 및 공모전 개최
- 목우회 본상 수여
- 외국작가 초청 합동전
- 구상 미술세미나 개최